# کنیز (نقاشی)
کنیز (انگلیسی: Odalisque) یکی از معروف‌ترین آثار نقاشی شده به سال ۱۸۸۵ از نقاش انقلابی فیلیپین خوان لونا می‌باشد. از این اثر لونا گاهی با وجه تسمیهٔ پرترهٔ سالن آکادمیک هم نام برده می‌شود، لونا در آن زمان به دنبال استانداردهای مناسب چشم‌انداز بود، به همراه نمایش واقعی از عزت و جذابیت، تابلوی کنیز لونا با عنوان اثری از یک هنرمند رسمی در سالن پاریس پذیرفته شد.